# Ginger and Rosa
Pour plus de détails, voir Fiche technique et Distribution.
Ginger and Rosa est un film dramatique britannico-dano-canado-croate réalisé par Sally Potter, sorti en 2012.

## Synopsis
Londres, dans les années 1960. Ginger et Rosa, deux adolescentes inséparables depuis leur naissance, arrivent à cette période complexe du passage à l'âge adulte qu'elles abordent ensemble, soudées comme au premier jour. Mais, entre la guerre froide, la révolution sexuelle, l'activisme de l'une et les rêves de grand amour de l'autre, leur amitié sera mise à rude épreuve, déchirée entre le désir et la volonté de survivre.

## Fiche technique
- Titre : Ginger and Rosa
- Réalisation : Sally Potter
- Scénario : Sally Potter
- Directeur de la photographie : Robbie Ryan
- Montage : Anders Refn
- Musique : Amy Ashworth
- Producteur : Andrew Litvin et Christopher Sheppard
  - Producteur associé : Kurban Kassam
  - Producteur délégué : Reno Antoniades, Aaron L. Gilbert, Joe Oppenheimer, Paula Alvarez Vaccaro, Goetz Grossmann et Heidi Levitt
  - Producteur exécutif : Marshall Leviten
  - Coproducteur : Jonas Allen, Lene Bausager, Peter Bose et Michael Weber
- Production : Det Danske Filminstitut, British Film Institute, Adventure Pictures, BBC Films, Miso Films et Media House Capital
- Distribution : A24 et Eurozoom
- Pays de production :  Royaume-Uni,  Danemark,  Canada et  Croatie
- Genre : Drame
- Durée : 90 minutes
- Dates de sortie :
  - États-Unis : 15 mars 2013
  - Canada : 7 septembre 2012
  - Royaume-Uni : 19 octobre 2012
  - Danemark : 11 avril 2013
  - France : 29 mai 2013

## Distribution
|                                                               |  |  |
| Les actrices principales Elle Fanning et Christina Hendricks. |  |  |

- Elle Fanning : Ginger
- Christina Hendricks : Natalie
- Alessandro Nivola : Roland
- Alice Englert : Rosa
- Timothy Spall : Mark
- Oliver Platt : Mark II
- Annette Bening : Bella
- Jodhi May : Anoushka

## Distinctions

### Récompense
- Women Film Critics Circle Awards 2013 : Meilleure distribution féminine

### Sélections
- Festival du film de Sydney 2013 : sélection « Features »